# Café du Dôme

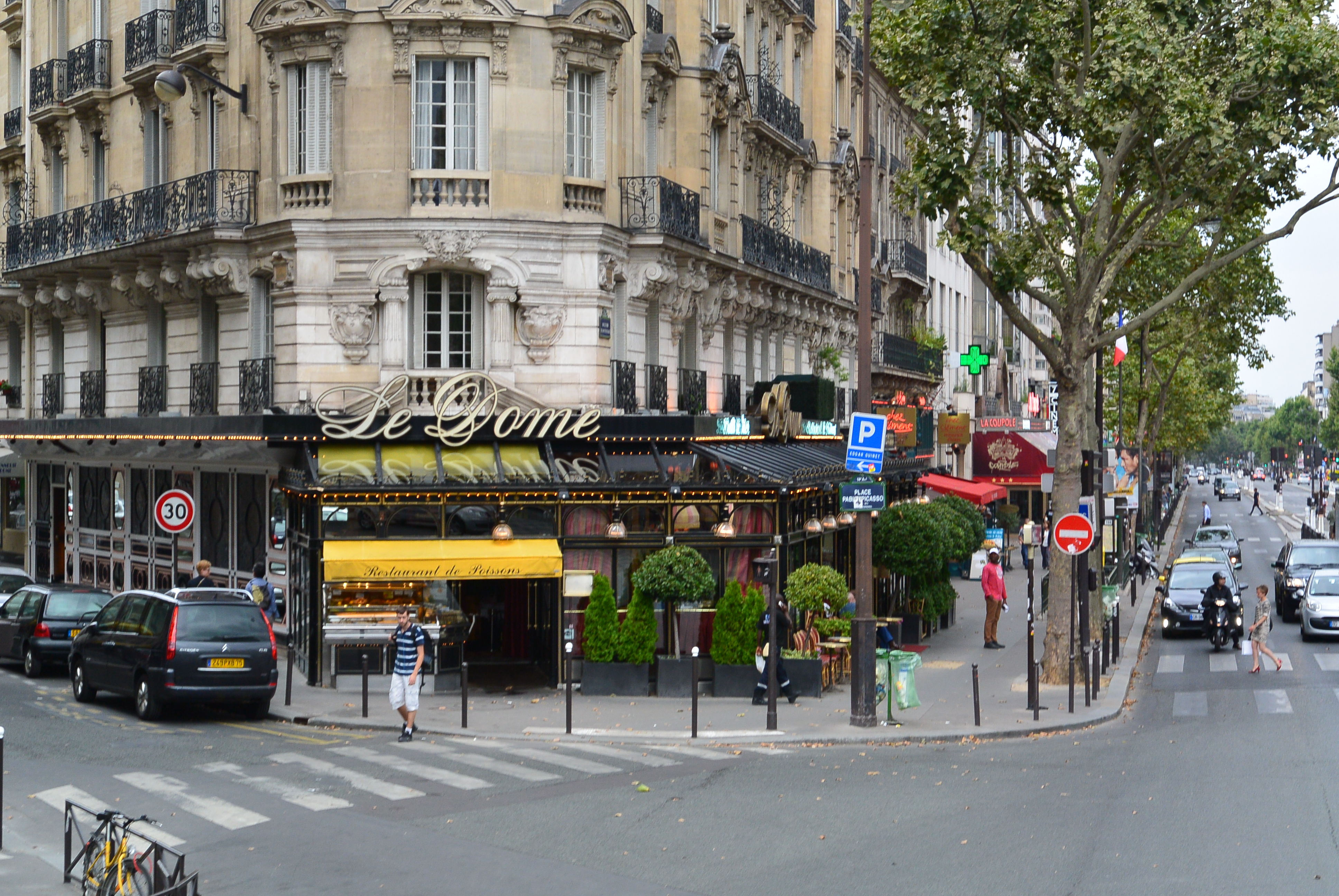
Café du Dôme

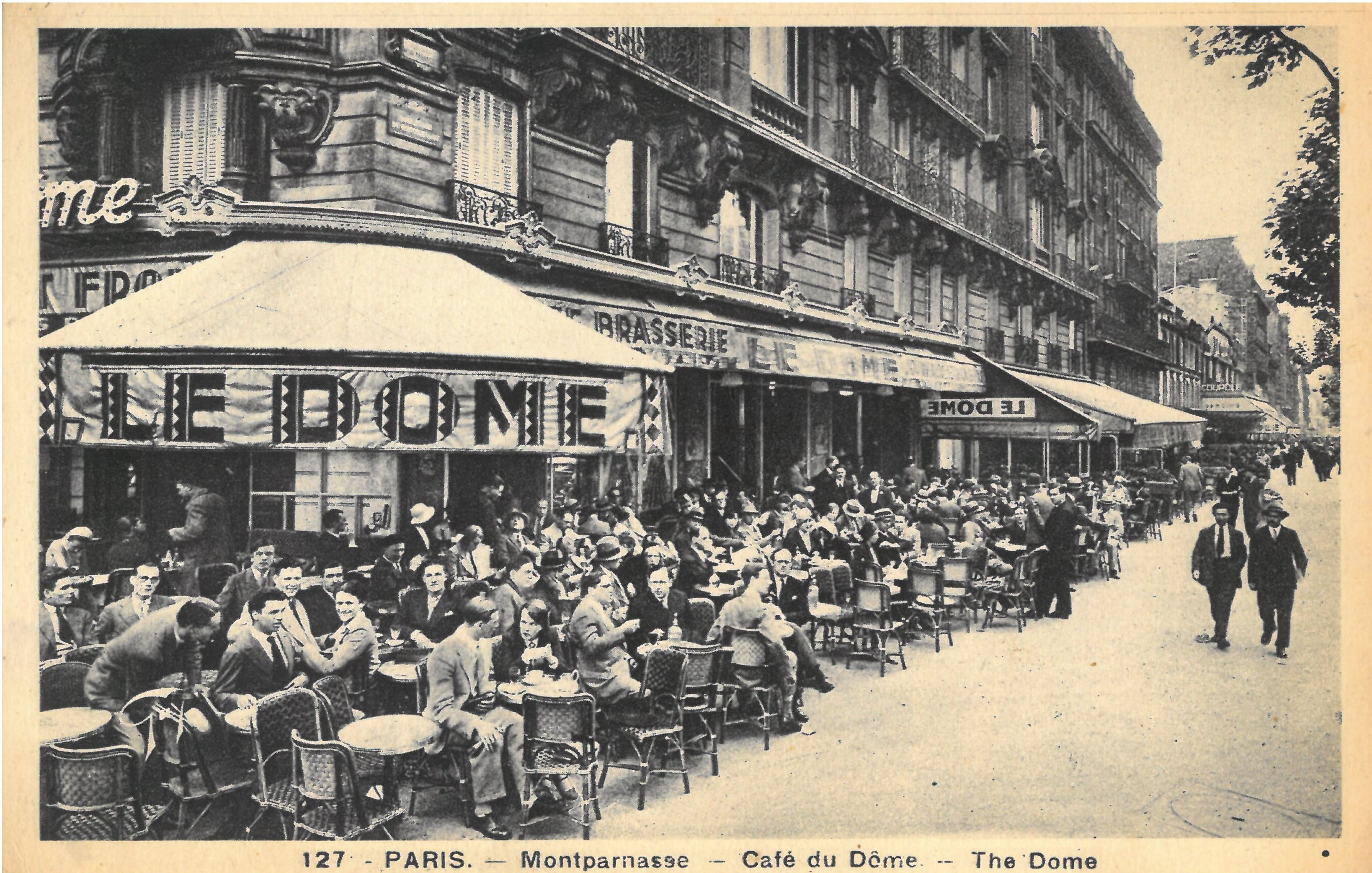
Het café rond 1900

Café du Dôme is een café-restaurant in de Parijse wijk Montparnasse.
Het werd geopend in 1898. Het is sindsdien een plek waar grote intellectuelen en kunstenaars in een Boheemse sfeer bij elkaar komen. Ooit was het een goedkoop restaurant waar ook arme kunstenaars konden eten. Tegenwoordig is het een stuk duurder en heeft het een Michelinster. Het interieur is jugendstil.

## Stamgasten
Stamgasten worden Dômiers genoemd. Bekende Dômiers waren:
Robert Capa, Henri Cartier-Bresson, Aleister Crowley, Max Ernst, Paul Gauguin, Ernest Hemingway, Gibran Khalil Gibran, Wassily Kandinsky, Eva Kotchever, Vladimir Lenin, Sinclair Lewis, Henry Miller, Anaïs Nin, Amedeo Modigliani, Pablo Picasso, Ezra Pound, Man Ray, Chaim Soutine, Alfred Flechtheim

## Het café in deliteratuur
Café du Dôme wordt in verschillende romans genoemd:
- L'Invitée (Uitgenodigd) van Simone de Beauvoir
- The Age of Reason van Jean-Paul Sartre
- Tropic of Cancer (De Kreeftskeerkring) van Henry Miller
- The Mysterious Mickey Finn: or Murder at the Cafe Du Dome van Elliot Paul
- A Moveable Feast van Ernest Hemingway